# Серафим (Родионов)
Архиепископ Серафим (в миру Владимир Иванович Родионов; 24 апреля (7 мая) 1905, Москва — 14 декабря 1997, Домпьер, кантон Во, Швейцария) — епископ Русской Православной церкви, архиепископ Цюрихский, викарий Корсунской епархии. Живописец, иконописец, византолог.

## Биография
Из дворянской семьи Родионовых. Его отец, Иван Александрович Родионов, был казачьим офицером, политическим деятелем консервативного толка, публицистом и писателем.
С раннего детства Владимир Родионов проявил способность к рисованию. Во время учёбы в гимназии был принят в исключительном порядке в Училище живописи, ваяния и зодчества. Завершив среднее образование, поступил на физико-математический факультет Московского университета.
В 1923 году был вынужден эмигрировать из СССР. Поселялся во Франции.
Продолжал художественное образование в парижских академиях. Писал портреты и сюжетные картины, позже занимался иконописанием. Участвовал в групповых выставках, в частности в Выставке русских художников в кафе «La Rotonde» (1925), а также в салоне Независимых (1929). Окончил филологический факультет Парижского университета.
В 1925 году приехал из Парижа в Мостар в Югославии к своему отцу, которого не видел с детства. Первым вопросом отца был — «Веришь ли ты в Бога?» — «Не знаю, вероятно, нет, — ответил Владимир, — но если увижу Его, тогда поверю». В одном из разговоров с отцом Владимир задал вопрос о Евангелии, свидетельствовавший о его полном непонимании и незнании этой Священной книги. Тогда отец спросил его, читал ли он когда-либо Евангелие. Подумав, сын ответил отцу, что вероятно никогда не читал, разве что в детстве, в гимназии. На это отец сказал: «Послушай, Володя, ведь ты много читал — Платона, Канта, Декарта, Паскаля, классиков мировой литературы, ты изучал в университетах естественные науки, углубился в искусство, — а книгу, которую больше всего читают и знают во всем мире, ты никогда не читал. И эта книга — точный отчет о необыкновенной личности Богочеловека Иисуса Христа, о Его жизни и чудесах». «Отец был прав, я принялся читать Евангелие». Посетил Афон, где познакомился с иеромонахом Силуаном. После с ним и другими афонскими старцами Владимир Родионов решает избрать для себя путь церковного служения.
В 1933 году поступает в Православный Богословский институт на Сергиевском подворье в Париже.
С 1935 года нёс послушания при храме во имя Трёх святителей, находившемся в юрисдикции Московского Патриархата.
Так как Свято-Сергиевский Богословский институт оказался вне юрисдикции Московского Патриархата, Владимир Родионов продолжал образование в Парижском университете. Здесь он изучал философию, византологию, патристику. В это время духовным наставником Владимира Родионова стал митрополит Елевферий (Богоявленский), один из немногих иерархов зарубежья, оставшихся верными Патриаршему Местоблюстителю Митрополиту Сергию (Страгородскому).
В 1937 году митрополитом Елевферием (Богоявленским) рукоположён во диакона.
20 мая 1939 года в храме Трехсвятительского подворья в Париже настоятелем архимандритом Афанасием (Нечаевым) пострижен в монашество с именем Серафим в честь в честь преподобного Серафима Саровского. 28 мая того же года на праздник Пятидесятницы рукоположён в иеромонаха.
В годы Второй мировой войны иеромонах Серафим служил во французской армии солдатом медицинской службы. Во время службы заболел туберкулёзом и был отправлен на лечение в Швейцарию.
26 августа 1945 году на Трёхсвятительском подворье митрополитом Крутицким Николаем (Ярушевичем) был возведён в сан игумена.
В 1946 году игумен Серафим основывает приход во имя Рождества Пресвятой Богородицы в Женеве, позже ставший Представительством Московского Патриархата во Всемирном Совете Церквей.
В 1947 году он посетил Москву в составе делегации Западно-Европейского Экзархата и на приеме у Патриарха Алексия сделал доклад о тогдашнем положении экуменического движения и о церковной жизни западноевропейских христиан.
С 1949 года в течение сорока пяти лет являлся настоятелем храма Воскресения Христова в Цюрихе.
В 1950—1953 годы преподавал на богословском факультете Цюрихского университета.
В 1952 году на праздник Пасхи патриархом Алексием I возведён в сан архимандрита.
Способствовал ознакомлению Запада с основами Православия, являясь участником многочисленных международных богословских конференций, встреч и собеседований по приглашениям католических, старокатолических, протестантских, англиканских религиозных организаций и приходов, а также Женевского университета (в 1947 году), Богословского (протестантского) факультета Цюрихского университета (в 1950—1953 годах).
Осуществлял подготовительную работу по вступлению Русской Православной Церкви во Всемирный Совет Церквей, которое произошло в 1961 году на ІІІ Ассамблее ВСЦ в Нью-Дели.
19 октября 1971 года Священный Синод Русской Православной Церкви определил архимандриту Серафиму быть епископом Цюрихским, викарием митрополита Сурожского Антония, Патриаршего Экзарха Западной Европы.
18 декабря 1971 года в академическом храме во имя апостола и евангелиста Иоанна Богослова состоялось наречение архимандрита Серафима во епископа Цюрихского. Чин наречения совершил Патриарх Пимен в сослужении митрополита Ленинградского и Новгородского Никодима (Ротова), архиепископа Дмитровского Филарета (Вахромеева), архиепископа Тульского и Белёвского Ювеналия (Пояркова), епископа Тихвинского Мелитона (Соловьёва).
19 декабря 1971 года в Николо-Богоявленском кафедральном соборе Ленинграда состоялась епископская хиротония архимандрита Серафима, которую совершил Патриарх Пимен в сослужении тех же Преосвященных.
3 мая 1972 года он посетил Рим и был принят папой римским.
12 мая 1980 года Епископ Цюрихский Серафим был награждён орденом Преподобного Сергия Радонежского ІІ степени.
19 мая 1989 года указом Патриарха Пимена во внимание к многолетним архипастырским трудам и в связи с 50-летием священнического служения был удостоен сана архиепископа.
2 ноября 1993 года "принимая во внимание преклонный возраст и состояние здоровья" Священным Синодом почислен за штат с выражением благодарности за долголетнее служение.
В 1995 году в деревне Дампьер (кантон Во) им был основан Свято-Троицкий монастырь — первая православная обитель в Швейцарии. Здесь архиепископ Серафим жил до своей кончины, которая последовала 14 декабря 1997 года. Похоронен на монастырском кладбище.
19 декабря 1997 года в Свято-Троицком монастыре состоялось отпевание архиепископа Серафима, которое совершил управляющий делами Московского Патриархата архиепископ Солнечногорский Сергий (Фомин), хорошо знавший почившего по совместному служению в Швейцарии. Чин отпевания совершался на трех языках: церковнославянском, немецком и французском.

## Память
Митрополит Смоленский и Калининградский Кирилл (Гундяев), совершив 15 декабря 2002 года великое освящение нового здания Воскресенского прихода в Цюрихе, сказал: «Покойный владыка Серафим крепко верил, что русские люди оказались в Западной Европе не случайно, что русское Православие несет духовную весть, жизненно важную для наших западных братьев. Теперь мы воочию видим, что его надежда не была тщетной».
12 — 19 сентября 2006 года в Библиотеке-фонде «Русское Зарубежье» состоялась выставка, посвящённая памяти архиепископа Цюрихского Серафима.

## Публикации
- Из воспоминаний о поездке в СССР // Журнал Московской Патриархии. 1962. — № 1. — С. 10-13.